# Cot Bak-U
Cot Bak-U is een bestuurslaag in het regentschap Aceh Barat Daya van de provincie Atjeh, Indonesië. Cot Bak-U telt 976 inwoners (volkstelling 2010).